# Testamentum calatis comitiis
Een Testamentum calatis comitiis was in het oude Rome een testament dat ertoe strekte een Romein die sui iuris (eigengerechtigd, d.i. niet onder het ouderlijk gezag van iemand) was te adopteren. Het werd vervolgens voorgelegd aan de comitia centuriata, daar het hier om een religieuze aangelegenheid ging. De geadopteerde was namelijk iemand die uit een andere familia kwam en dus andere familiegoden had. Als hij dus overging in de familia van de overledene, moest hij niet meer offeren aan zijn oorspronkelijke familiegoden, maar aan die van zijn nieuwe familia. Dit gebeurde onder opschortende voorwaarde dat hij de testator overleefde.
De comitia centuriata vaardigde vervolgens een lex curiata uit, waarop men geadopteerd was in de familia van de testamentair. Het Testamentum calatis comitiis van Gaius Julius Caesar is waarschijnlijk het bekendste: hij adopteerde bij testament zijn achterneef Gaius Octavius Thurinus, die geschiedenis zou schrijven als Augustus. Augustus zelf zou later zijn echtgenote Livia Drusilla bij testament adopteren, waardoor ze zich voortaan Julia Augusta mocht noemen.